# Chantell Widney
Chantell Widney es una deportista canadiense que compitió en triatlón. Ganó una medalla de bronce en el Campeonato Mundial de Triatlón Campo a Través de 2013.

## Palmarés internacional
| Campeonato Mundial | Campeonato Mundial     | Campeonato Mundial | Campeonato Mundial |
| Año                | Lugar                  | Medalla            | Prueba             |
| ------------------ | ---------------------- | ------------------ | ------------------ |
| 2013               | La Haya (Países Bajos) | Medalla de bronce  | Individual         |